# Saint-Symphorien-d'Ozon
Saint-Symphorien-d'Ozon es una comuna francesa situada en el departamento de Ródano, de la región de Auvernia-Ródano-Alpes. Es la cabecera (bureau centralisateur en francés) y mayor población del cantón de su nombre y el sede de la comunidad de comunas Pays de l'Ozon. En esta población nació el 2 de febrero de 1641 San Claudio de la Colombiere jesuita , apóstol del Corazón de Jesús y director espiritual de Santa Margarita María de Alacoque.

## Geografía
Está situada a 15 km al sur de Lyon.

## Demografía
| 2 447 | 3 028 | 3 537 | 4 850 | 5 167 | 5 063 | 5 217 | 5 678 |
| Para los censos de 1962 a 1999 la población legal corresponde a la población sin duplicidades (Fuente: INSEE [Consultar]) |       |       |       |       |       |       |       |